# Grecia en los Juegos Olímpicos de Milán-Cortina d'Ampezzo 2026
Grecia participará en los Juegos Olímpicos de Milán-Cortina d'Ampezzo 2026. Responsable del equipo olímpico es el Comité Olímpico Helénico.